# El libro de la provincia de Castellón
El libro de la provincia de Castellón es una obra del cronista español Juan Antonio Balbás y Cruz, publicada por primera vez en 1892.

## Descripción
La obra, descrita por el propio autor como «sencillamente una numerosa coleccion de noticias históricas referentes á esta provincia, desprovistas de todo mérito literario», traza un recorrido de cerca de novecientas páginas en el que transita desde las antigüedades relativas a la provincia de Castellón hasta el temporal de frío que asoló la zona en 1891. Salió de la imprenta y librería de J. Armengot en 1892. En una primera parte, incluye una serie de trabajos que fueron premiados en los Juegos Flores organizados por Lo Rat Penat en Valencia en 1889, mientras que la segunda es un repertorio de noticias que el autor espera «puedan contribuir en algun modo á despertar las aficiones históricas en este pais».
Calificada de «recopilación de efemérides», se enmarca en una serie de libros escritos sobre la región por Balbás y Cruz, cronista de la provincia de Castellón: antes habían visto la luz Castellonenses ilustres (1883) y Casos y cosas de Castellón (1884). «Tal vez por su contacto con la documentación, ejercerá la creación historiográfica con bastante rigor, haciendo una crítica de las fuentes cuando convenga», asevera Mezquita Broch sobre el trabajo de Balbás y Cruz.